# Offenbach-Lauterborn
Lauterborn ist ein Stadtteil der südhessischen Großstadt Offenbach am Main. In diesem Stadtteil lebten im Juni 2020 etwa 9500 Menschen.
Der Stadtteil liegt im Südwesten Offenbachs. Er wird im Südwesten vom Stadtwald, im Westen von der Bundesautobahn 661, im Norden vom Stadtbezirk Städtische Kliniken sowie im Südosten vom Stadtteil Rosenhöhe und dem Stadtwald begrenzt.

## Geschichte

### Herkunft des Namens
Der Lauterborn bezeichnet einen Brunnen, der hier einst gestanden hat. Das Wort Born ist ein alter Begriff für „Quelle“, das Wort Lauter ein althochdeutsches Wort für „sauber“. Noch immer verläuft unter dem Stadtteil ein „sauberer Quell“, der mittlerweile auf den Stadtplänen nicht mehr verzeichnet ist.

### Bau des Stadtteils
Auf der Fläche des späteren Stadtteils befanden sich neben ausgedehnten Ackerflächen einige Industriebetriebe, darunter bis 1945 die Fahrradfabrik Frischauf. In den 1960er Jahren wurde mit der Erschließung des Stadtrandes südlich des bisherigen Industriegürtels begonnen. Auf dem Grund der Lauterbornwiesen entstand der Stadtteil Lauterborn, der im Süden bis zum Stadtteil Rosenhöhe und dem Stadtwald reicht und im Westen von der Sprendlinger Landstraße begrenzt wird. In Lauterborn wurde, ähnlich wie in der Frankfurter Nordweststadt, die Bauform des Zeilenbaus eingesetzt, um den Bewohnern gleichmäßigen Zugang zu Luft, Sonne und Grünflächen zu ermöglichen.
Neben vier großen Punkthäusern (in der Bethnal-Green-Straße, Mödlingstraße, Eschstraße und St.-Gilles-Straße) existieren dutzende kleinere Wohneinheiten und Wohnhäuser, die zumeist am zentralen Park John-F.-Kennedy-Promenade angrenzen. Am Johann-Strauß-Weg entstanden Musterhäuser des Architekten Egon Eiermann, die Einrichtung entwarf seine Frau Charlotte Eiermann.
In der Mitte des Stadtteils zwischen Richard-Wagner-Straße und Hugo-Wolf-Straße wurden eine Einkaufs-Passage und zwei Geschäftshäuser gebaut. Der angrenzende heutige Europaplatz war zuerst ein reiner öffentlicher Parkplatz, seinen Namen erhielt der Platz in den 1990er Jahren mit dem Bau einer Wohnanlage mit einer darunterliegenden Tiefgarage.
Der Händelplatz wurde nie als öffentlicher Platz hergerichtet, sondern diente seit seinem Bau 1972 als zweigeschossige Garagenanlage.
Im Stadtteil entstanden drei Schulen und zwei Kindertagesstätten:
- die Lauterborn-Schule
- die Ludwig-Dern-Schule und
- die August-Bebel-Schule (Berufsschule des Kreises Offenbach)

sowie
- der Kindergarten der Paul-Gerhard-Gemeinde in der Felix-Mendelssohn-Straße und
- die städtische Kita 8 im Johann-Strauß-Weg.

Direkt daneben befindet sich das Jugendzentrum Lauterborn. Hier finden die Jugendlichen des Stadtteils ein reichhaltiges Angebot zur Freizeitgestaltung, so zum Beispiel ein Jugendcafé sowie ein Internet-Café; es gibt Bastelkurse und Workshops sowie einen Treff für junge Frauen.
Die 1969 erbaute Lauterborn-/Ludwig-Dern-Schule wurde 2010 saniert und erweitert, ein eingeschossiges Gebäudeteil wurde komplett abgerissen und durch einen dreigeschossigen Neubau ersetzt. Die Schule bietet nun im Rahmen des Hessischen Sonderinvestitionsprogrammgesetzes auch Mittagsversorgung und Betreuung an.
Bis 2013 hatte Lauterborn mit der Lauterbornkirche eine eigene evangelische Kirche. Diese wurde 2014 aufgrund des starken Rückgangs des Anteils der evangelischen Wohnbevölkerung abgerissen.
Viele Straßen tragen die Namen bekannter Komponisten (von denen nicht wenige einen Bezug zu Offenbach haben).

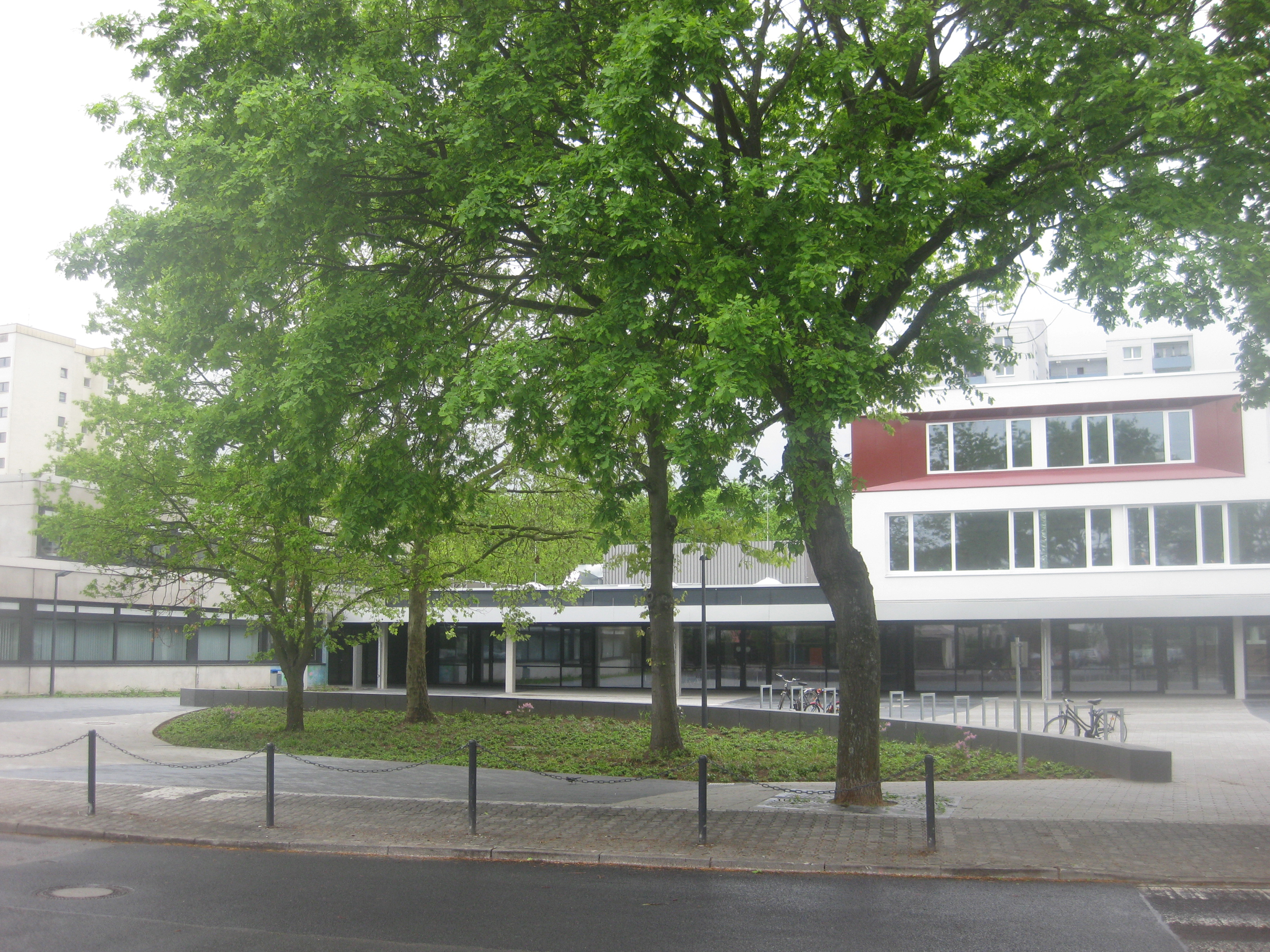
Lauterbornschule und Ludwig-Dern-Schule
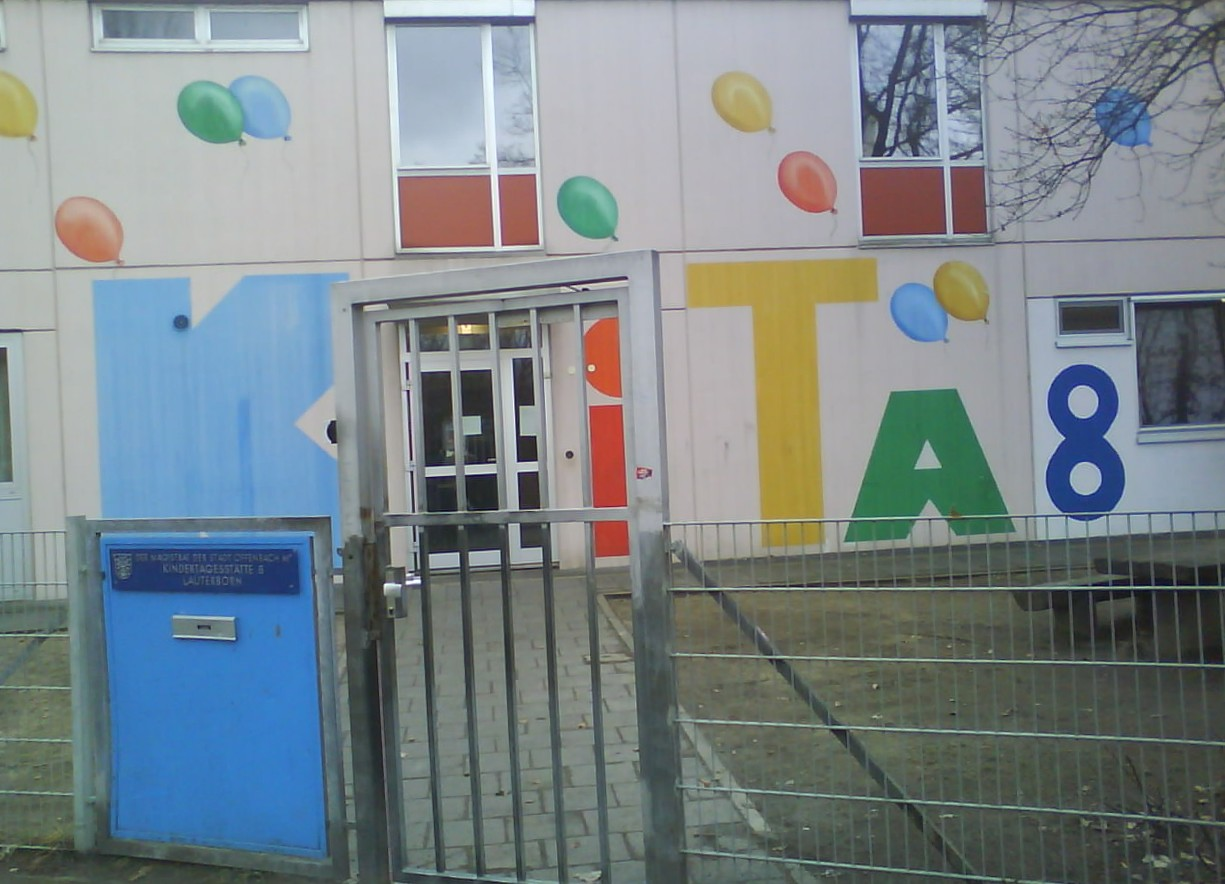
Die städtische Kindertagesstätte 8 im Johann-Strauß-Weg
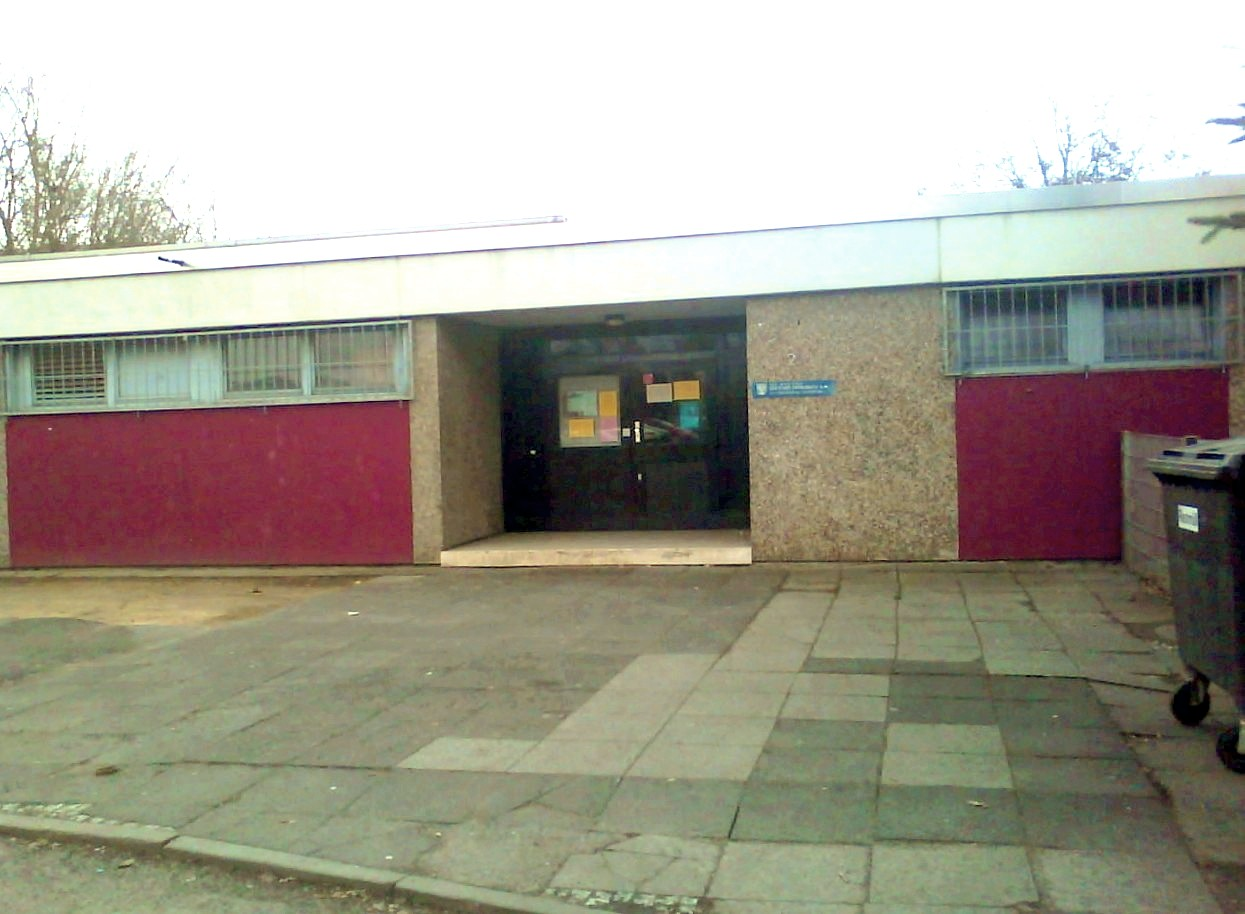
Das Jugendzentrum Lauterborn neben der Kita 8
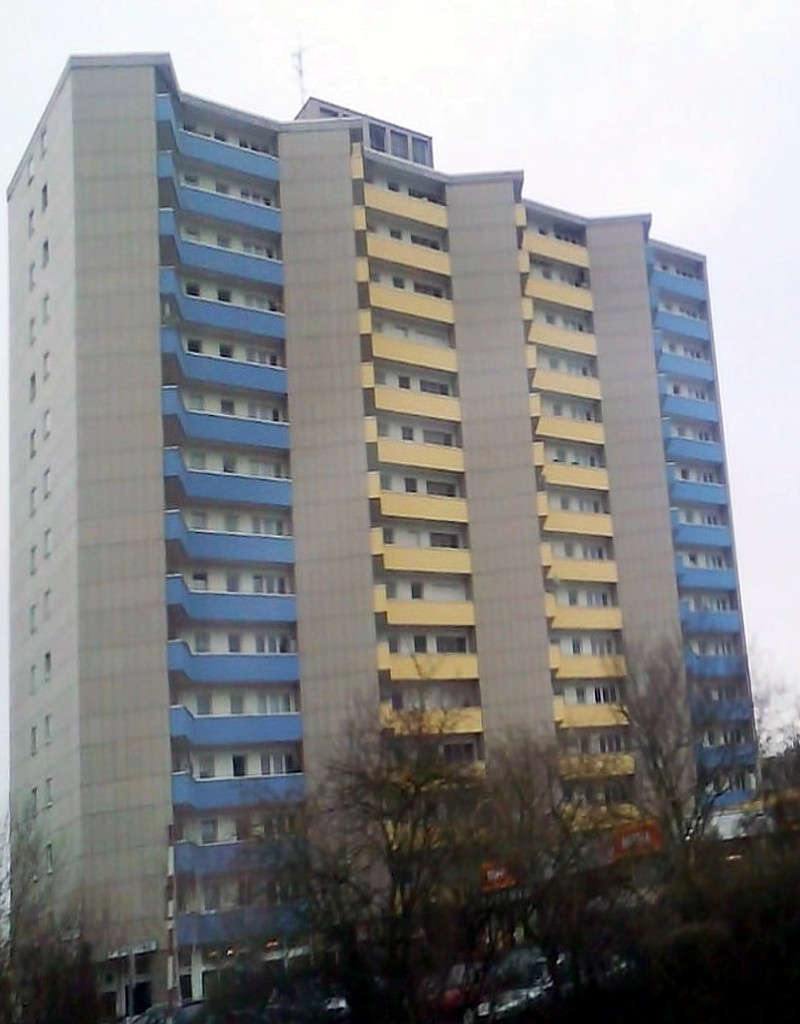
Hochhauskomplex am Odenwaldring
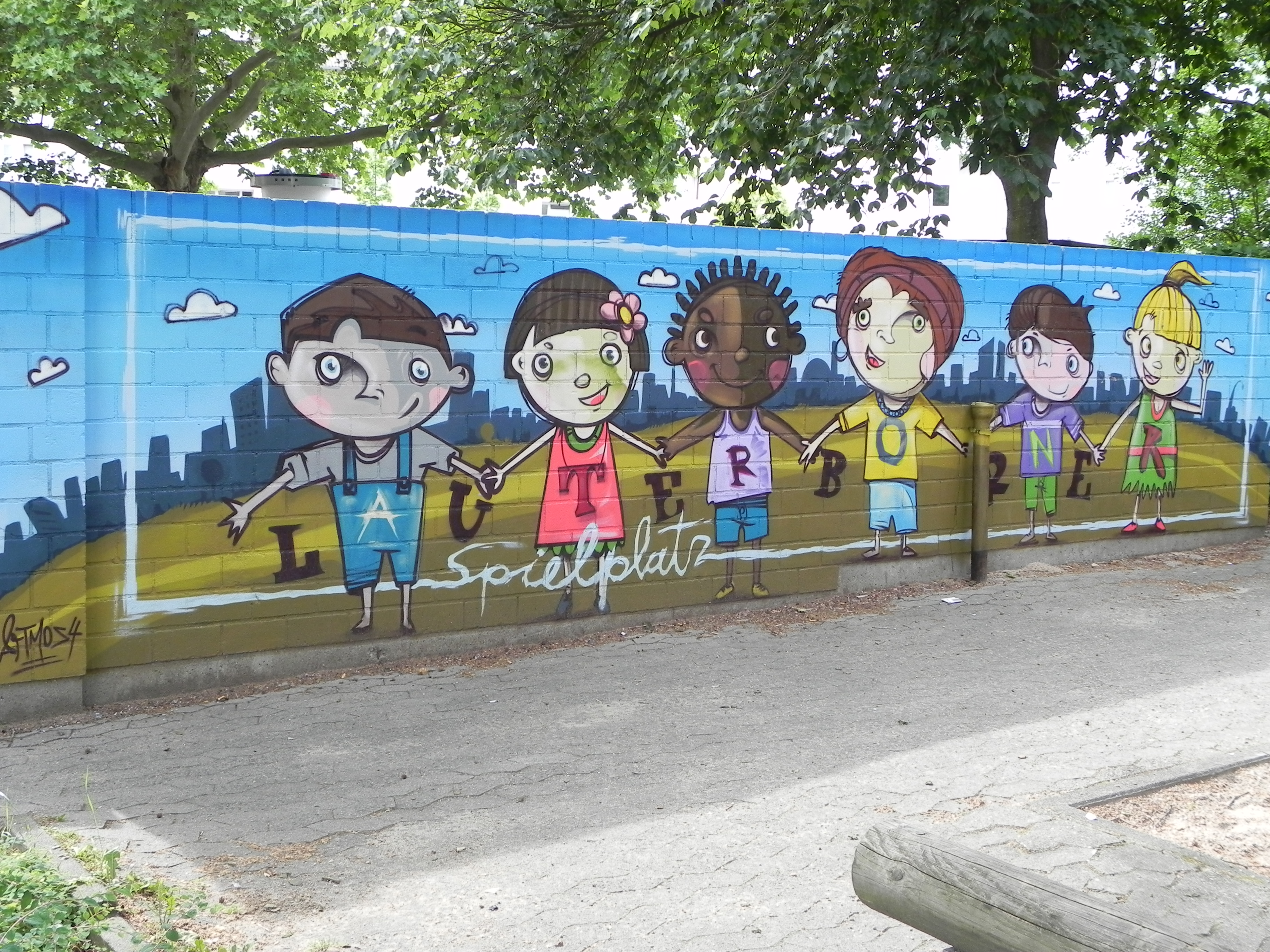
Spielplatzgestaltung an der Richard-Wagner-Straße
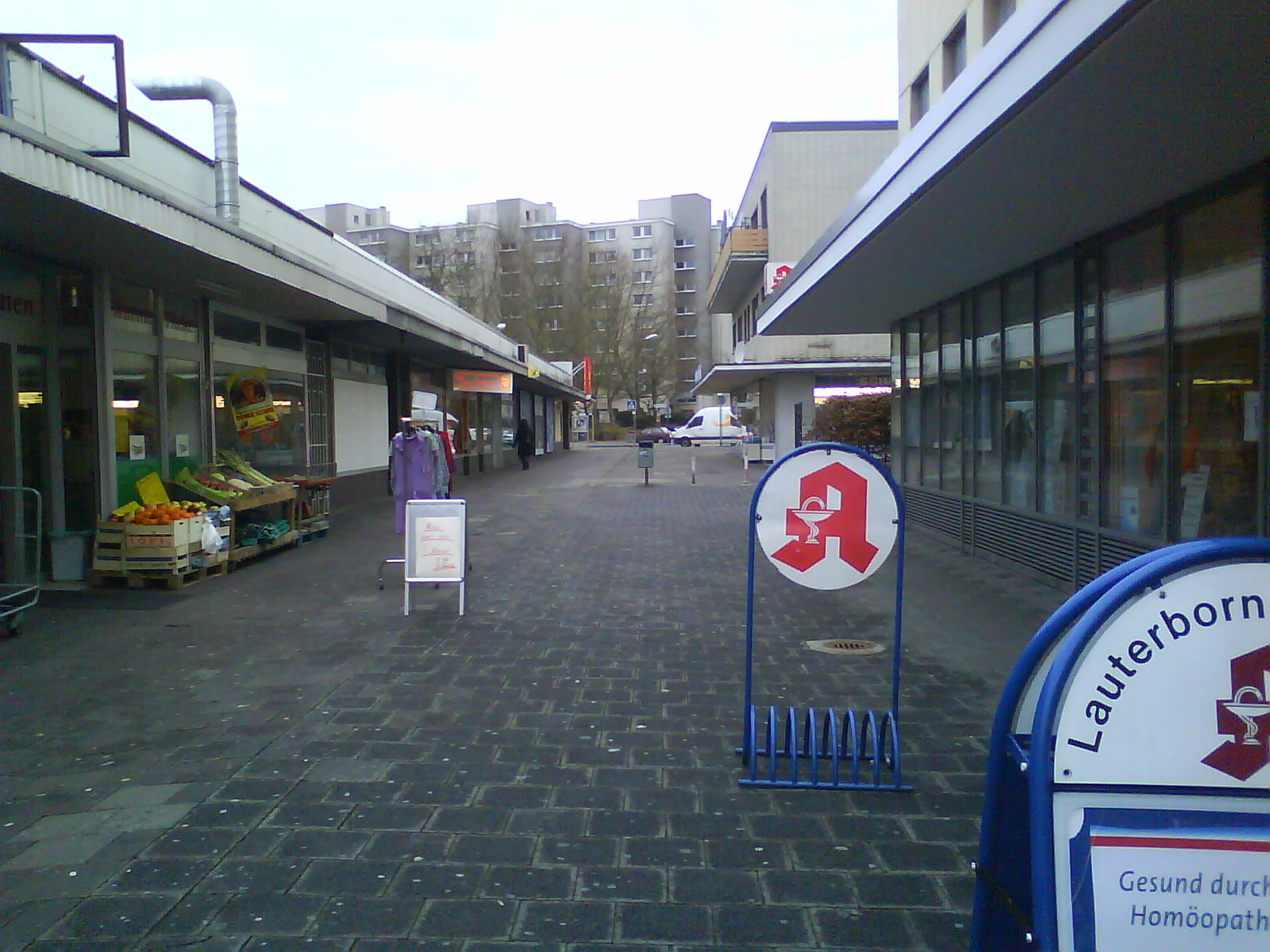
Die Einkaufspassage am Europaplatz (vor dem Umbau)
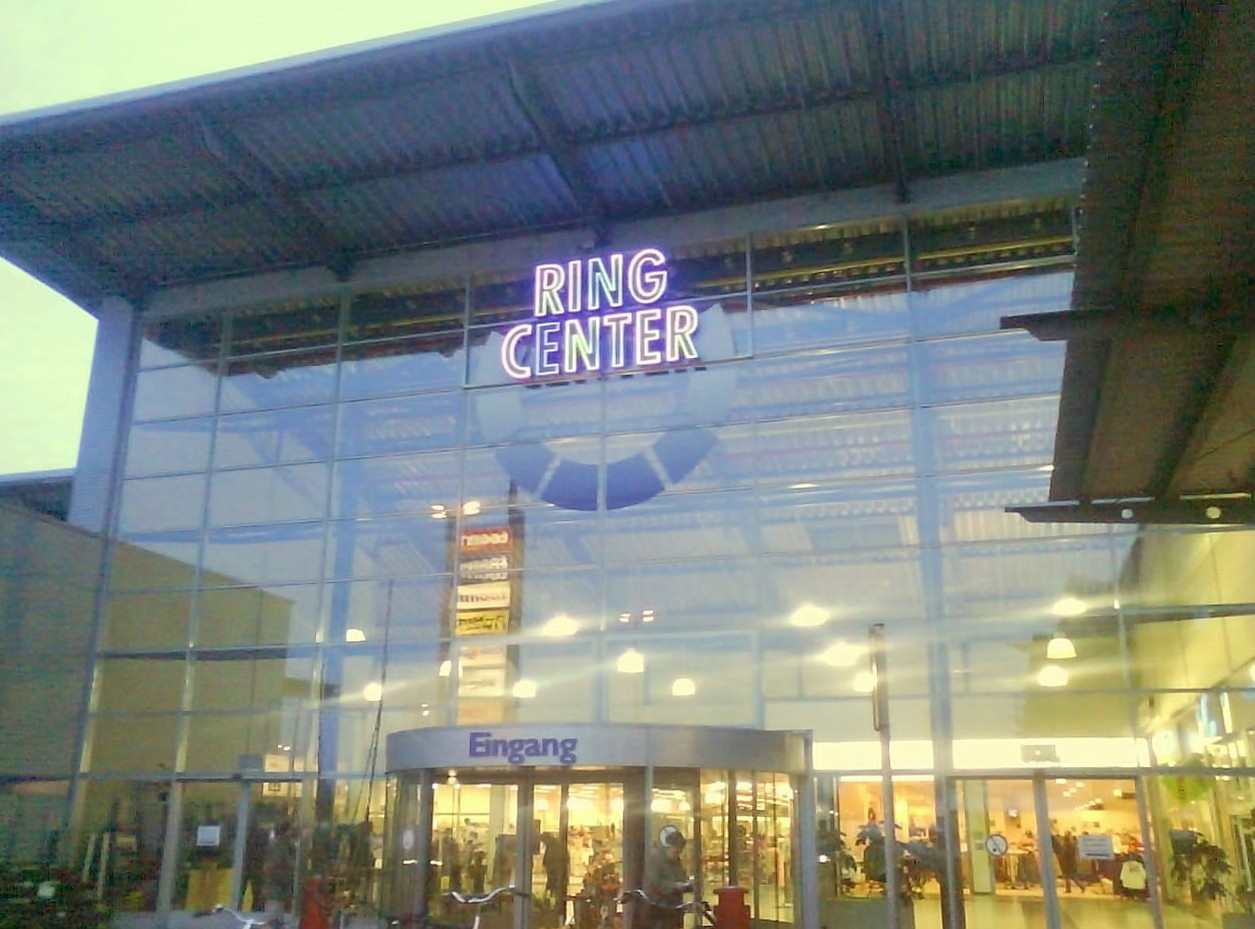
Westeingang des Ringcenters
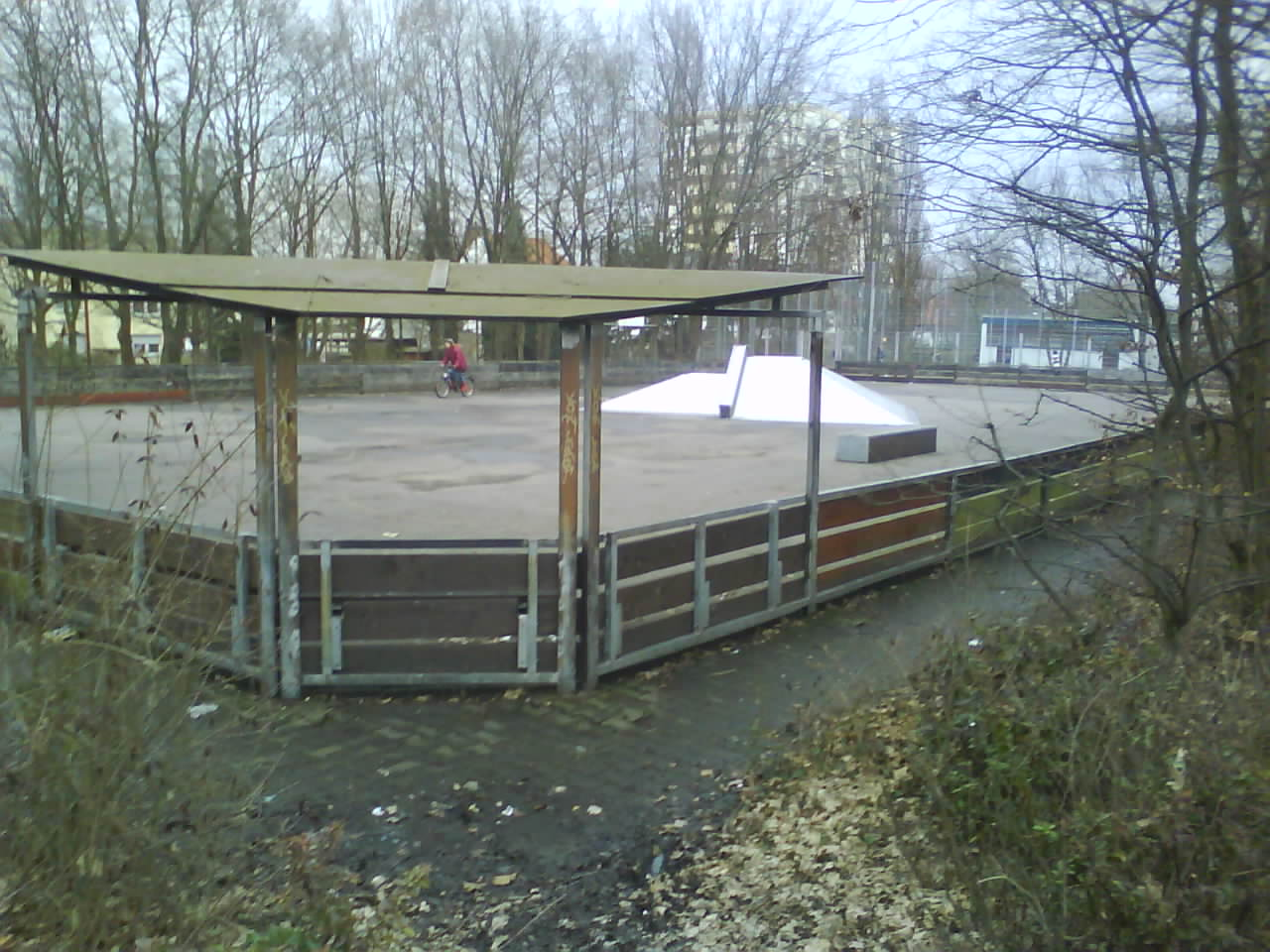
Rollschuhbahn mit Pipe zwischen Richard-Wagner-Straße und Weidigweg

### Strukturwandel
Allgemein nimmt die wirtschaftliche Bedeutung des Stadtteils wesentlich zu. Die Schließung einiger Industriebetriebe und einer US-Kaserne haben gut erschlossene Flächen hinterlassen, die von neuen Betrieben bebaut wurden. Neben der Europa- und Deutschlandzentrale von Honda entstanden allem voran an der Sprendlinger Landstraße das Briefzentrum 63 (1997) sowie diverse Supermärkte und Büroflächen in den Parallelstraßen. Da die Industriebetriebe nicht in Zusammenhang mit Lauterborn standen, hatte der Strukturwandel keine direkten Folgen.
1999 wurden die Flächen der bisherigen Industriebahn zu einem Radweg umgestaltet. Nachdem die Planung einer Südumgehung aufgegeben wurde, ist der Offenbacher Grüngürtel angelegt worden, der den Stadtteil südlich tangiert. Im gleichen Jahr entstand auf dem Gelände der früheren Stahlbau Lavis das Ringcenter, ein großes Einkaufszentrum. 2009 wurde das Ringcenter erweitert, da der Bedarf an Ladenfläche dort gestiegen war.
2009 wurde die bisherige Einkaufs-Passage an der Richard-Wagner-Straße umgebaut, da die bisherigen Mieter in größere Strukturen gezogen waren (so etwa die Postfiliale in das Briefzentrum und ein Lebensmittelmarkt in einen Neubau). Besonders engagierte sich der Architekt Arthur Mähner von Novotny Mähner Assoziierte den Mittelpunkt des Stadtteils für den Einzelhandel zu bewahren und zu revitalisieren. Er übernahm die Immobilie und organisierte den Umbau. Die kleinteilige und leer stehende Struktur wurde zugunsten größerer Flächen aufgegeben. Es entstand ein neuer Discounter, eine Bäckereifiliale und erstmals ein Stadtteilzentrum als Bürgerbüro.

## Kultur und Sehenswürdigkeiten

### Architektur

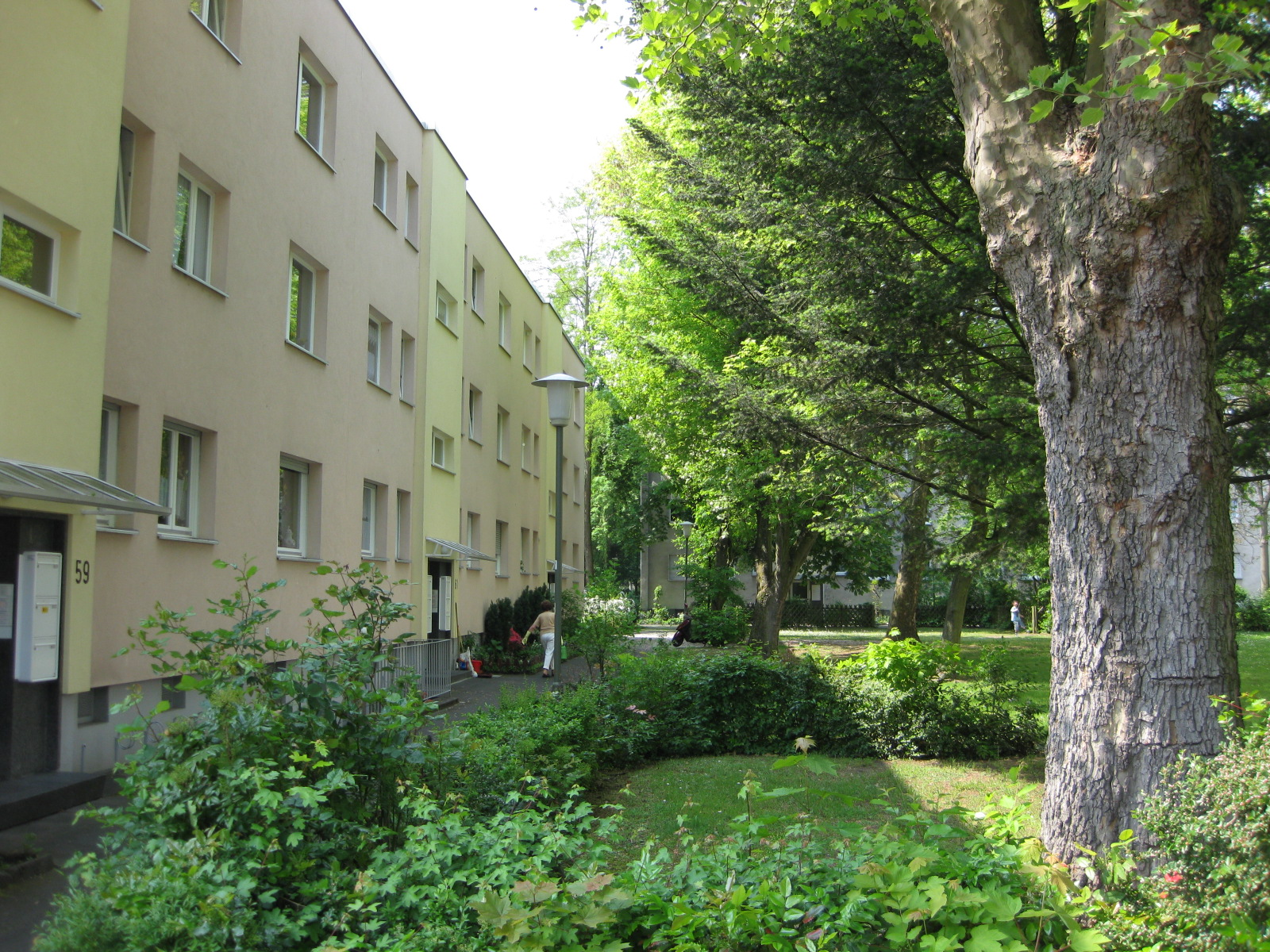
Zeilenbau eingebettet im Park, charakteristisch für Lauterborn
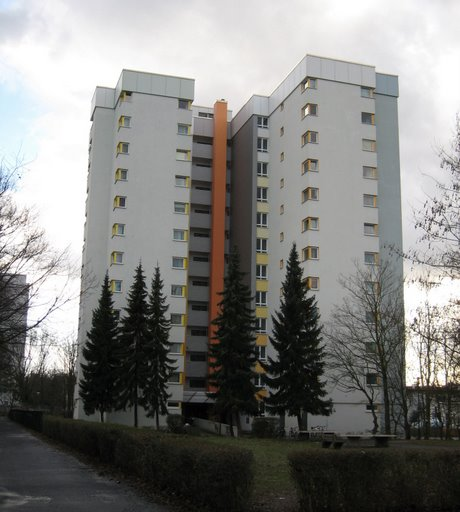
Eines der vier Punkthäuser
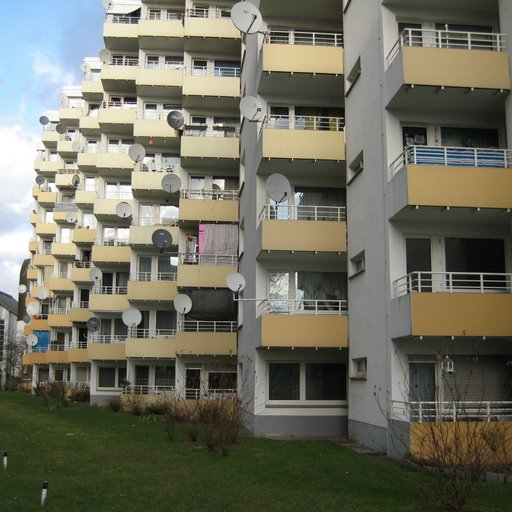
Versetzte Bauweise
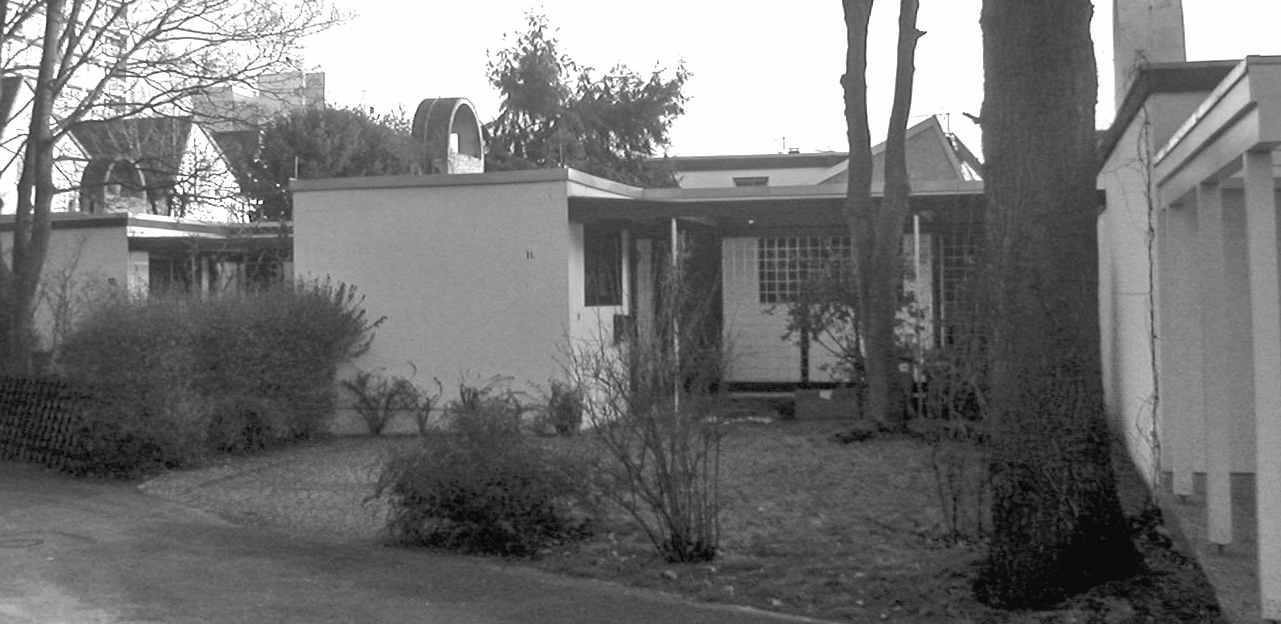
Die Atriumhäuser von Egon Eiermann
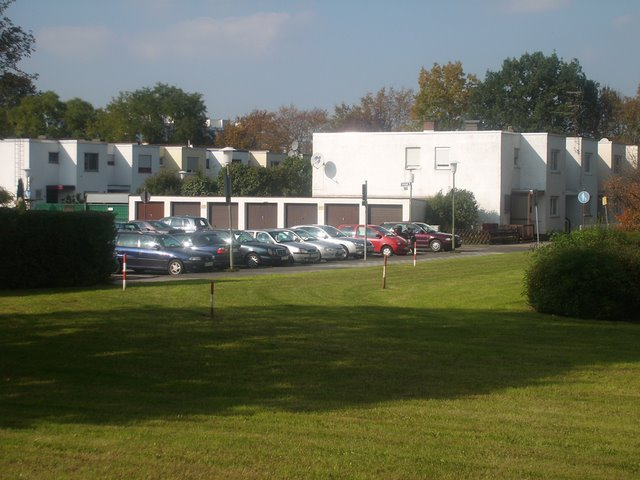
Reihenhäuser
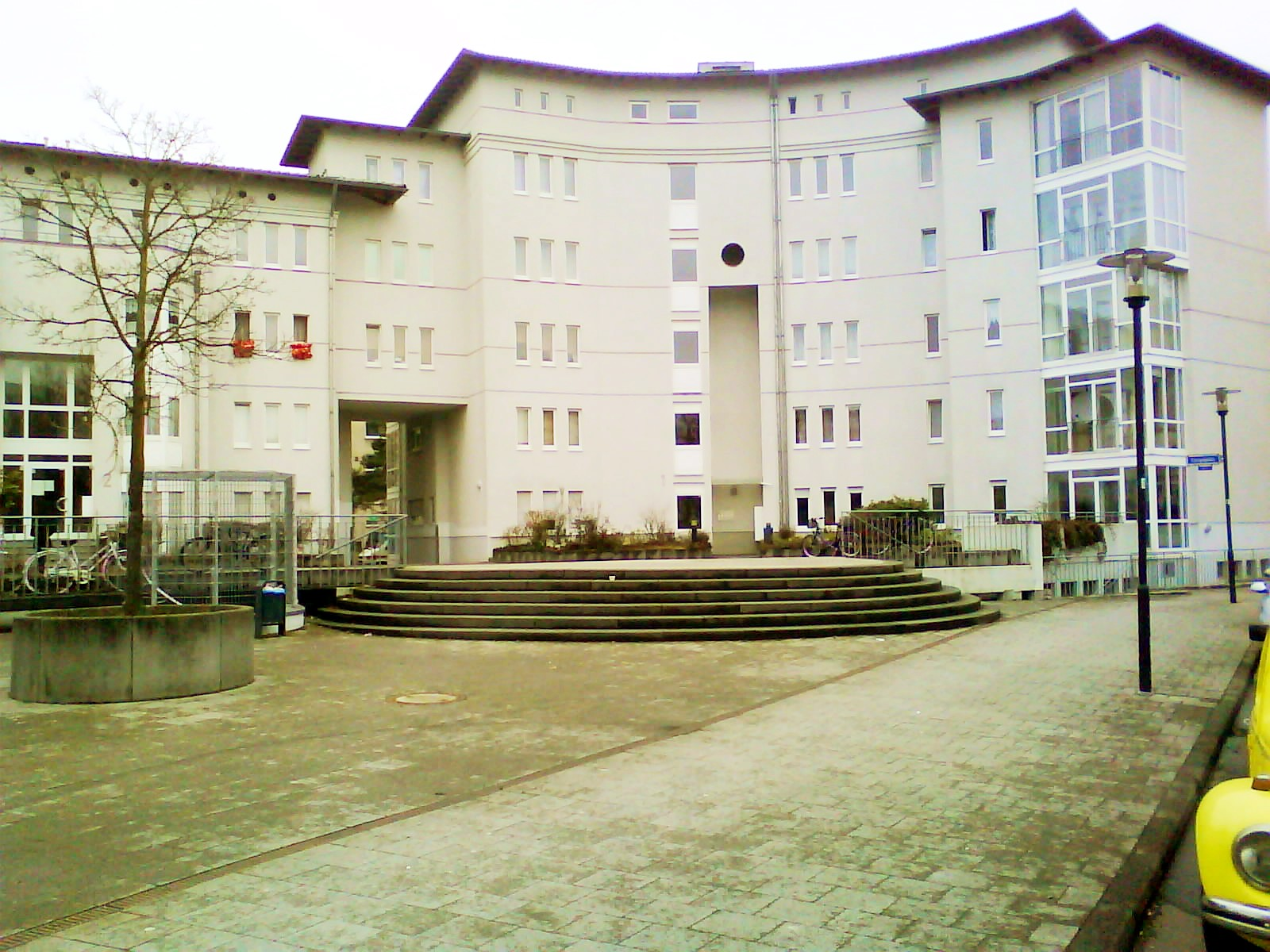
Vorderansicht des Appartementhauses am Europaplatz
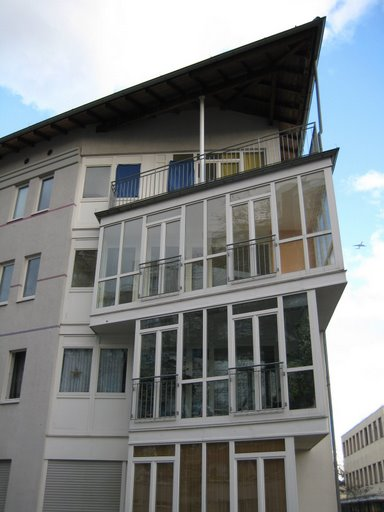
Detail des Appartementhauses am Europaplatz
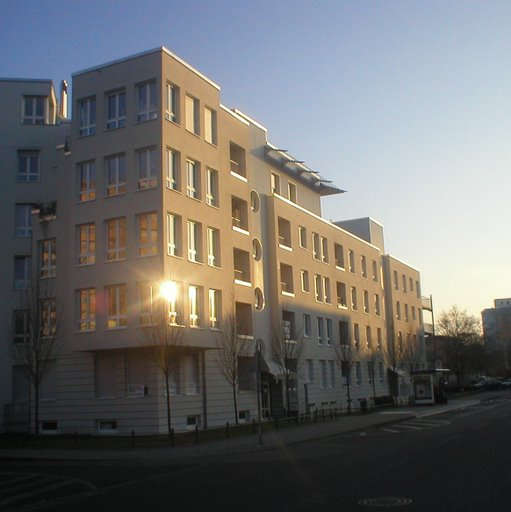
Appartementhaus auf der Richard-Wagner-Straße von Novotny Mähner Assoziierte

### Sehenswertes
Als Industrie- und Wohnort verfügt Lauterborn über keine großen historischen Sehenswürdigkeiten, jedoch einige sehenswerte Orte.
Durch Lauterborn führt ein Radweg auf der Trasse der früheren Industriebahn.
Entlang dieser ist ein Pfad mit Tafeln und Exponaten zur Offenbacher Industriegeschichte (als Teil der Route der Industriekultur Rhein-Main). Auf diesem Weg stehen im Johann-Strauß-Weg die Musterhäuser des berühmten Architekten Egon Eiermann. Das Atrium ist jedoch von der Straße nicht sichtbar.
Die „John-F.Kennedy Promenade“ kreuzt diesen Pfad und ist die Grünanlage des Stadtteils mit einer guten Baumsubstanz und diversen Spielplätzen, entlang dieser ist auch die Bronzeskulptur „Stehende“ von Fritz Schwarzbeck installiert.
Südlich führt die Grünanlage durch Kleingärten in den Stadtwald. Dort wird der Stadtteil durch den Offenbacher Grüngürtel flankiert, einer breiten Schneise, die bis in die 1980er Jahre als Reservefläche für eine vierspurige Schnellstraße freigehalten wurde und Kleingärten Platz bot.
Im Südwesten der Lauterborner Gemarkung befinden sich mehrere Stillgewässer, darunter der an der Stadtgrenze zu Frankfurt am Main liegende Buchrainweiher sowie der kleinere Oberhorstweiher. Letzterer ist von mehreren aus dem Zweiten Weltkrieg stammenden Bombentrichtern gesäumt, in denen sich durch Ansammlung von Grundwasser und selbsttätige Ansiedlung verschiedener Tier- und Pflanzenarten Kleinbiotope gebildet haben.

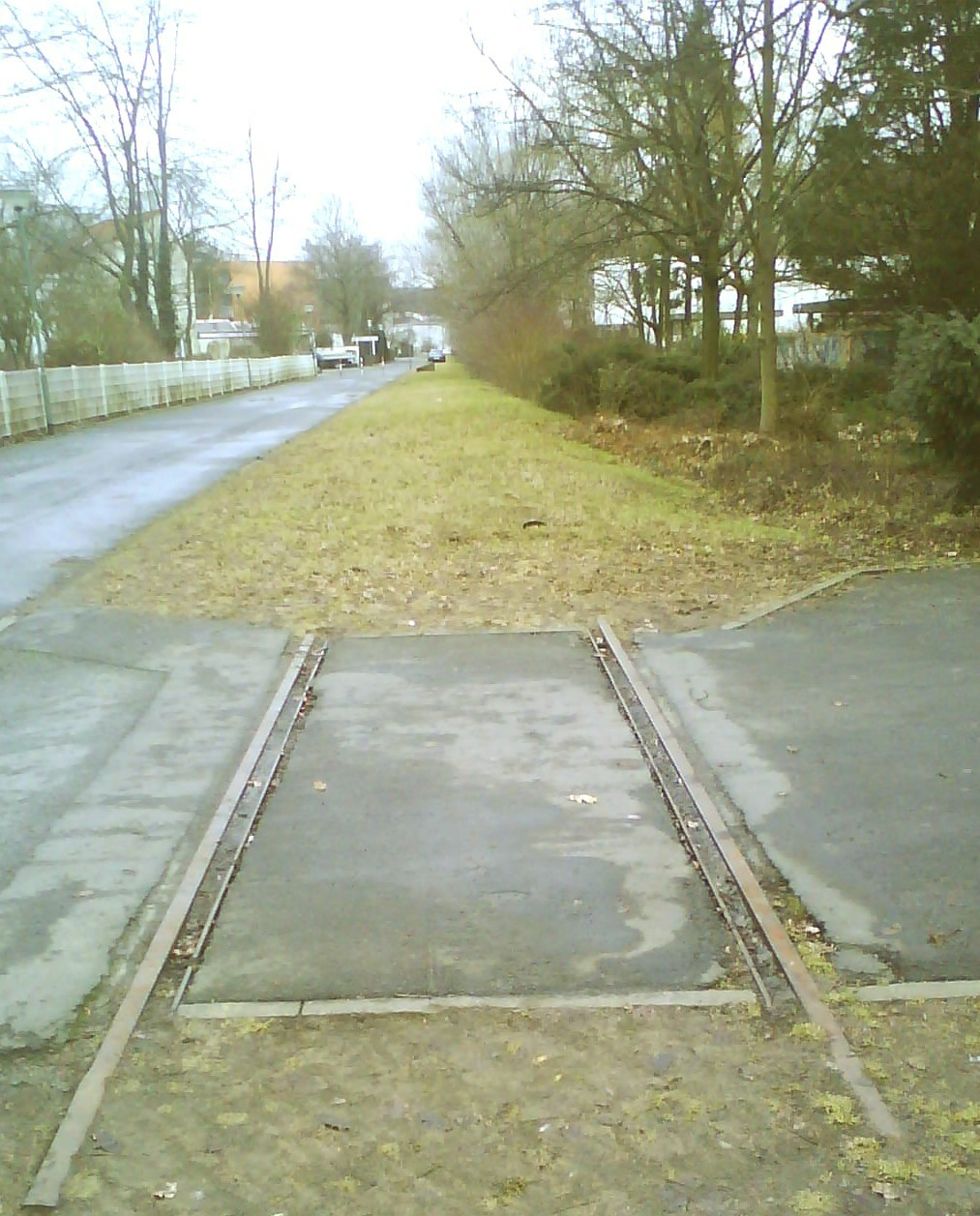
Spuren der ehemaligen Industriebahn auf der ehemaligen Trasse (Johann-Strauß-Weg Kreuzung John-F.-Kennedy-Promenade)
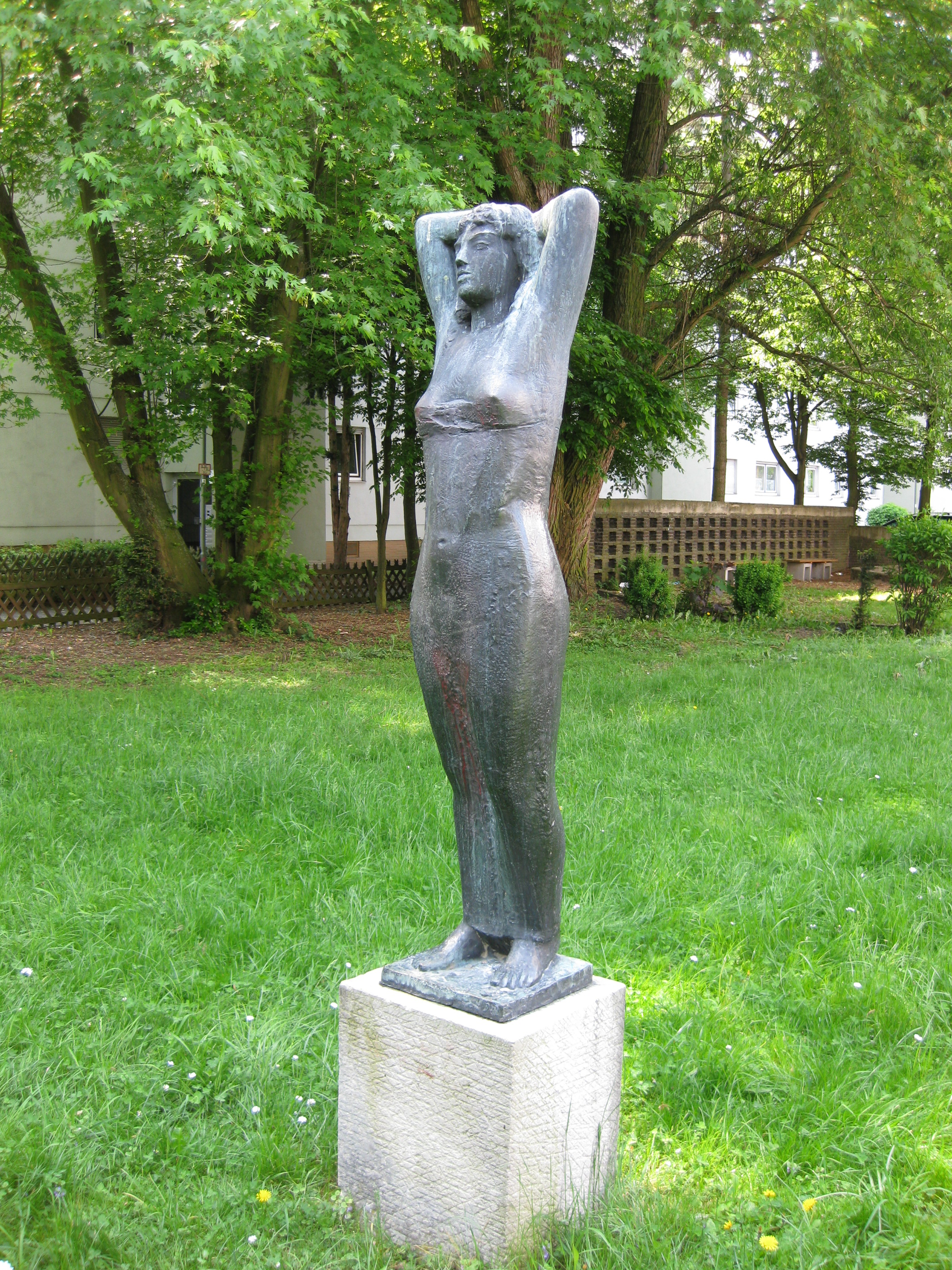
„Die Stehende“ von Fritz Schwarzbeck
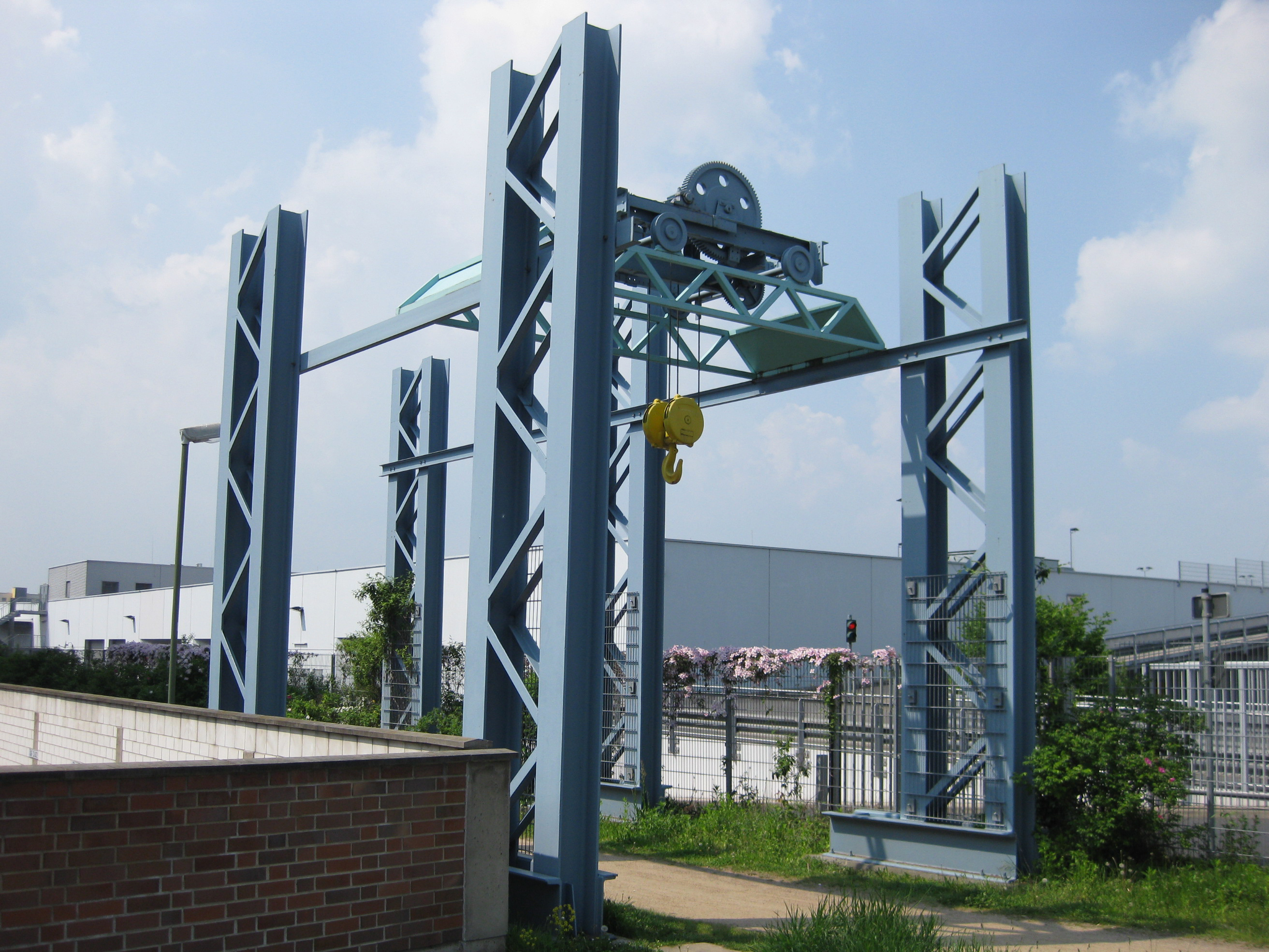
Route der Industriekultur: Denkmal neben dem früheren Stahlbau Lavis
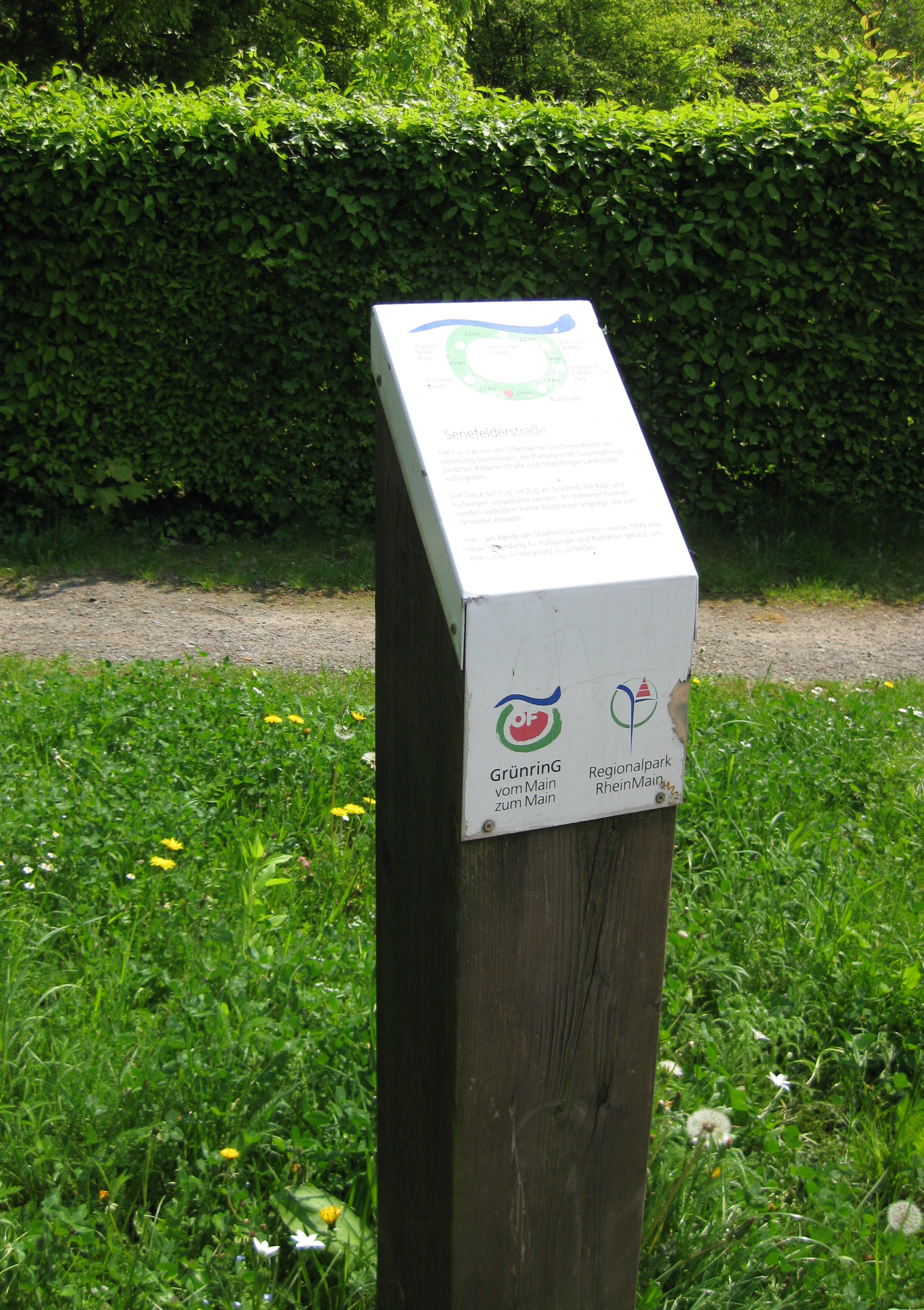
Offenbacher Grünring auf der ehem. geplanten Umgehungsstraße

## Infrastruktur

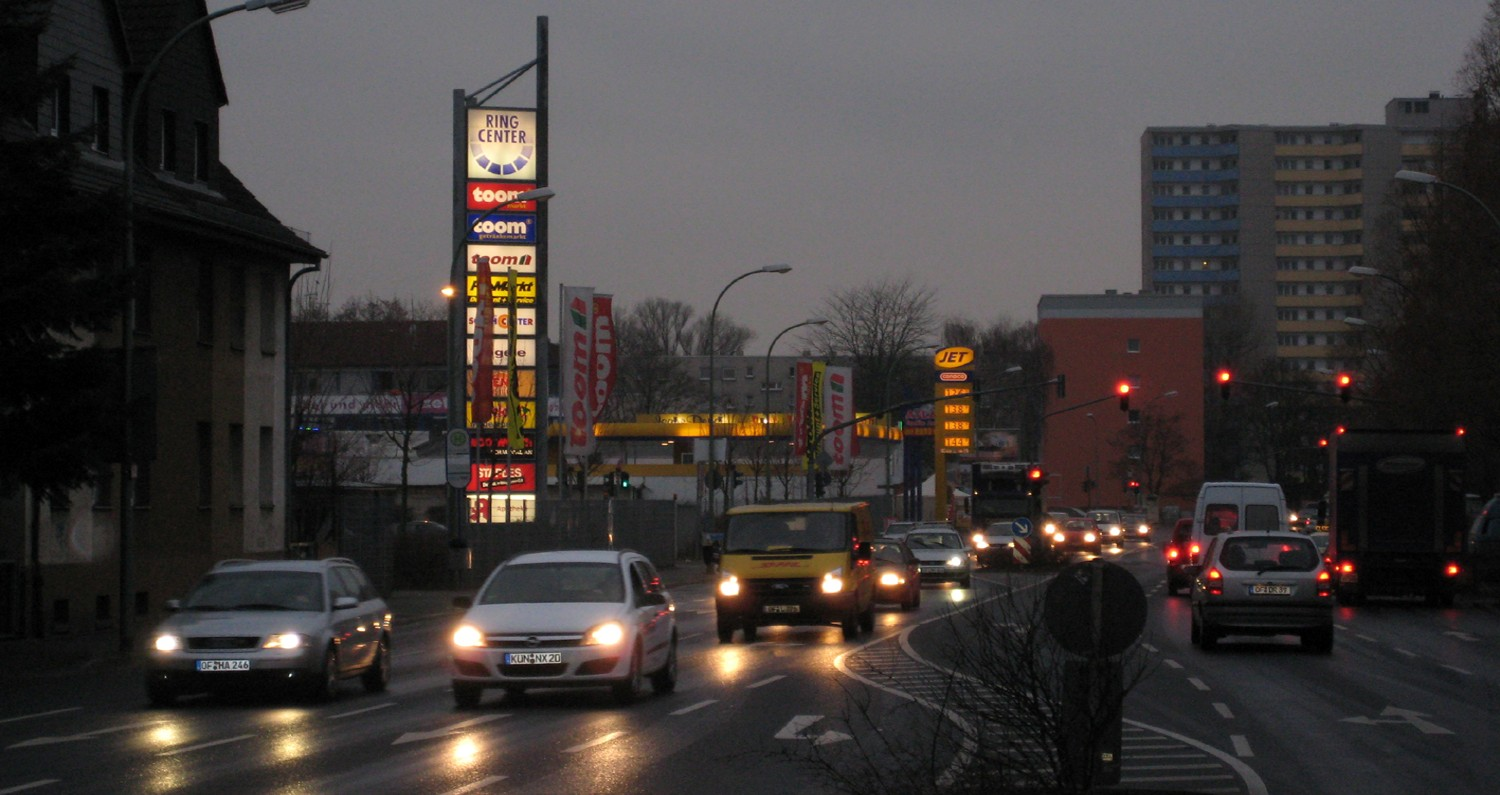
Der Odenwaldring bildet die nördliche Grenze des Stadtteils

### Nahverkehr
Der Stadtteil ist durch die Buslinien 106, 105 und 104 der Offenbacher Verkehrs-Betriebe mit dem Zentrum (S-Bahn-Station Marktplatz) und dem Stadtteil Bieber verbunden. Zusätzlich besteht mit der Linie 107 eine Verbindung zur S-Bahn-Station Kaiserlei sowie zu den Stadtteilen Bürgel und Rumpenheim.

### Fernstraßen
In der Nähe des Stadtteils kreuzen sich im Süden die Autobahnen A 3 und A 661, die Bundesstraßen B 43 und B 46 bilden die nördliche Grenze.